# Leviola termitophila
Leviola termitophila är en spindelart som beskrevs av Miller 1970. Leviola termitophila ingår i släktet Leviola och familjen Mysmenidae.
Artens utbredningsområde är Angola. Inga underarter finns listade i Catalogue of Life.